# Thundarr il barbaro
Thundarr il barbaro (Thundarr the Barbarian) è una serie televisiva animata statunitense del 1980, creata da Steve Gerber, Joe Ruby e Ken Spears.
La serie è stata trasmessa per la prima volta negli Stati Uniti su ABC dal 4 ottobre 1980 al 31 ottobre 1981, per un totale di 21 episodi ripartiti su due stagioni. In Italia è stata trasmessa sulle televisioni locali dal 16 agosto 1984.

## Trama
Thundarr il barbaro e i suoi compagni Ookla e la Principessa Ariel vagano in una terra futuristica devastata e combattono il male.

## Episodi
| Stagione         | Episodi | Prima TV USA | Prima TV Italia |
| ---------------- | ------- | ------------ | --------------- |
| Prima stagione   | 13      | 1980         | 1984            |
| Seconda stagione | 8       | 1981         | 1984            |

## Personaggi e doppiatori
- Thundarr, voce originale di Robert Ridgely, italiana di Silvio Spaccesi.
- Ookla, voce originale di Henry Corden.
- Principessa Ariel, voce originale di Nellie Bellflower, italiana di Loretta Stroppa.